# Traize
Traize é uma comuna francesa na região administrativa de Auvérnia-Ródano-Alpes, no departamento de Saboia. Estende-se por uma área de 9,48 km². Em 2010 a comuna tinha 328 habitantes (densidade: 34,6 hab./km²).